# Arauzo de Salce
Arauzo de Salce ist ein Ort und eine Gemeinde (municipio) mit 46 Einwohnern (Stand: 2024) im Südosten der Provinz Burgos in der Autonomen Region Kastilien-León im Norden Spaniens. 

## Lage und Klima
Arauzo de Salce liegt am Río Aranzuelo in Altkastilien in einer Höhe von ca. 945 m. Die Provinzhauptstadt Burgos ist knapp 75 km (Fahrtstrecke) in nordnordwestlicher Richtung entfernt. In der Gemeinde befindet sich der Stausee Balsa de Arauzo de Salce. 
Das Klima im Winter ist rau, im Sommer dagegen gemäßigt und warm; Regen (ca. 525 mm/Jahr) fällt überwiegend im Winterhalbjahr.

## Bevölkerungsentwicklung
| Jahr      | 1970 | 1981 | 1991 | 2001 | 2011 | 2021 |
| Einwohner | 170  | 119  | 81   | 75   | 69   | 47   |

Die Mechanisierung der Landwirtschaft und die Aufgabe von bäuerlichen Kleinbetrieben haben in der zweiten Hälfte des 20. Jahrhunderts zu einem deutlichen Bevölkerungsschwund geführt.

## Wirtschaft
Die Landwirtschaft, zu der auch ein wenig Viehzucht (z. B. Schweine, Hühner) gehörte, spielte seit jeher die wichtigste Rolle für die Bevölkerung der Gemeinde.

## Geschichte
Arauzo de Salce wurde erstmals 1044 auf der Cartulario de San Pedro de Arlanza erwähnt.

## Sehenswürdigkeiten
- Kirche Mariä Himmelfahrt (Iglesia de la Asuncion de Nuestra Señora)
- Michaeliskirche (Iglesia de San Miguel)